# General Manuel Belgrano (departamento)
| Departamento General Manuel Belgrano | Departamento General Manuel Belgrano                                                     |
| ------------------------------------ | ---------------------------------------------------------------------------------------- |
| País:                                | Argentina                                                                                |
| Província:                           | Misiones                                                                                 |
| Capital:                             | Bernardo de Irigoyen                                                                     |
| Superfície:                          | 3.331 km²                                                                                |
| População:                           | 33.488 (IDEC - 2001)                                                                     |
| Densidade:                           | hab/km²                                                                                  |
| Altitude:                            |                                                                                          |
| Localização:                         |                                                                                          |
| Municípios:                          | - Bernardo de Irigoyen - Comandante Andrés Guacurarí - San Antonio - Santiago de Liniers |
| Web:                                 |                                                                                          |
| Localização na província             |                                                                                          |
| Departamento                         |                                                                                          |

General Manuel Belgrano é um departamento da Argentina, localizado na província de Misiones.